# Wapen van Congo-Brazzaville

Wapen van Congo-Brazzaville

Centraal in het wapen van Congo-Brazzaville staat een wapenschild met daarop een rode leeuw. De achtergrond van het schild is goudkleurig, met een groene golvende baan in het midden. Het schild wordt ondersteund door twee zwarte olifanten; boven het schild staat een kroon afgebeeld met daarop in het Frans de officiële naam van het land. Over de balk waar de olifanten op staan hangt een lint, waarop het nationale motto Unité Travail Progrès ("Eenheid, Arbeid, Vooruitgang") staat.
De kleuren rood, geel, groen en zwart (in de heraldiek keel , goud, sinopel en sabel) worden gezien als pan-Afrikaanse kleuren; rood, geel en groen zijn ook de kleuren van de vlag van Congo-Brazzaville.

Wapen van de Volksrepubliek Congo (1970-1991)

Algerije · Angola · Benin · Botswana · Burkina Faso · Burundi · Centraal-Afrikaanse Republiek · Comoren · Congo-Brazzaville · Congo-Kinshasa · Djibouti · Egypte · Equatoriaal-Guinea · Eritrea · Ethiopië · Gabon · Gambia · Ghana · Guinee · Guinee-Bissau · Ivoorkust · Kaapverdië · Kameroen · Kenia · Lesotho · Liberia · Libië · Madagaskar · Malawi · Mali · Marokko · Mauritanië · Mauritius · Mozambique · Namibië · Niger · Nigeria · Oeganda · Rwanda · Sao Tomé en Principe · Senegal · Seychellen · Sierra Leone · Soedan · Somalië · Swaziland · Tanzania · Togo · Tsjaad · Tunesië · Westelijke Sahara · Zambia · Zimbabwe · Zuid-Afrika · Zuid-Soedan
Afhankelijke gebieden:
Brits Territorium in de Indische Oceaan · Canarische Eilanden · Ceuta · Melilla · Madeira · Mayotte · Réunion · Sint-Helena · Tristan da Cunha